# John Lott
John William Lott (Rolla (Missouri), 12 de janeiro de 1959) é um matemático estadunidense.
É professor de matemática da Universidade da Califórnia em Berkeley.
Em parceria com Bruce Kleiner da Universidade Yale, forma uma das três equipes que visam verificar a prova de Grigori Perelman da conjectura de Poincaré. Postaram um artigo no arXiv em maio de 2006 que completa em detalhes a prova de Perelman da conjectura da geometrização.